# Tenería, Tejupilco
Tenería är en ort nordost om Tejupilco de Hidalgo i kommunen Tejupilco i delstaten Mexiko i Mexiko. Samhället hade 1 481 invånare vid folkräkningen 2020.
Orten har sex skolor, varav två förskolor, tre grundskolor och en secundaria general. I april 2022 drabbades orten av en större skogsbrand.